# Nora Bustamante Luciani
Pour les articles homonymes, voir Bustamante et Luciani.
Nora Bustamante Luciani, née le 24 avril 1924 à Maracaibo (Venezuela) et morte le 9 novembre 2012 à Caracas, est une médecin, historienne et écrivaine vénézuélienne.
Elle crée trois cercles littéraires, est élue présidente de l'Association vénézuélienne d'histoire de la médecine, la première femme à occuper ce poste. Elle devient directrice des Archives historiques de Miraflores, et écrit de nombreux articles et plusieurs ouvrages historiques, portant notamment sur l'ancien président Isaías Medina Angarita. Elle est aussi professeur à l'université centrale du Venezuela et membre de l'Académie nationale d'histoire du Venezuela.

## Jeunesse et formation
Nora María Bustamante Luciani naît le 24 avril 1924 à Maracaibo, au Venezuela. Elle est la fille de Francisco Eugenio Bustamante de Guruceaga et d'Ítala Rosa Luciani Eduardo. Elle est la deuxième enfant d'une fratrie de six frères et sœurs, et descend d'une famille de médecins et d'universitaires. Son grand-père paternel est Francisco Eugenio Bustamante, le premier médecin à pratiquer une ovariectomie au Venezuela, dont l'épouse, María Concepción Urdaneta était une cousine du général Rafael Urdaneta,. Du côté maternel, la féministe Lucila Luciani de Pérez Díaz est sa tante et le médecin Domingo Luciani (es) est son oncle.
Nora Bustamante commence à lire dès son plus jeune âge, et se passionne pour la littérature et l'histoire. Elle effectue ses études primaires au Colegio Sucre de Maracaibo, puis elle poursuit ses études secondaires à l'Instituto Maracaibo. Elle déménage ensuite à Caracas et s'y inscrit au programme de médecine de l'université centrale du Venezuela. De septembre 1944 à janvier 1946, elle est interne à l'hôpital de Vargas et obtient son diplôme en sciences médicales en 1946 avec comme thèse de doctorat Condiciones Médico-Sociales Asistenciales del Municipio Lagunilla, Estado Zulia (« Conditions d'assistance médico-sociale de la municipalité de Lagunilla, État de Zulia »).

## Carrière
Ses études terminées, Nora Bustamante commence à travailler en 1946 comme médecin pour le Service vénézuélien des concessions pétrolières à Lagunillas, dans l'État de Zulia. Elle est la première femme à exercer les fonctions de médecin dans les champs pétrolifères vénézuéliens. Elle exerce ces fonctions jusqu'en 1948, quand elle revient retourner en pratique privée à Maracaibo. Elle épouse le médecin José Rafael Fortique Lovera ; ils auront deux filles : Martha et Magaly. En 1965, Nora Bustamante fonde puis dirige Semana, un groupe littéraire qui se réunit pour discuter des œuvres et promouvoir l'étude des auteurs nationaux et internationaux,. Elle démissionne en 1973 de son poste de directrice de Semana, lorsqu'elle part s'installer à Caracas, où elle fonde un deuxième cercle littéraire, Visions, qui est le premier cercle de ce type dans la capitale,.
De 1979 à 1995, Nora Bustamante est la directrice des archives historiques du palais de Miraflores. Pendant son mandat de directrice, elle entreprend le travail d'indexation du Bulletin, le périodique des archives, en créant les premiers index, pour les numéros 1 à 100. Son Índice de los primeros cien números del Boletín del Archivo Histórico de Miraflores est publié en deux volumes. Elle écrit ensuite Isaías Medina Angarita (1985) et Memoria de tiempos difíciles (« Mémoire des temps difficiles », 1990). Ces livres ont pour sujet la présidence et l'administration de Isaías Medina Angarita, qui est son sujet de prédilection. Elle écrit plus de 70 articles sur lui pendant sa carrière d'historienne.
Nora Bustamante enseigne pendant dix ans les sciences de l'information et des bibliothèques à l’université centrale du Venezuela. Elle est élue en 1987 à la 7e chaire de la Société vénézuélienne d'histoire médicale (VSMH). Elle fonde en 1993 le Club de lecture Ilia Rivas de Pacheco, à San Cristóbal, c'est le troisième cercle littéraire qu'elle crée. L'année suivante, Nora Bustamante reçoit la distinction de l'Ordre de Andrés Bello, au premier degré et en 1995, elle est décorée de l'Ordre du Travail Méritoire, de Première Classe. La même année, elle est élue présidente de la Société vénézuélienne d'histoire médicale ; elle est la première femme à occuper ce poste, et l'occupe jusqu’en 1997. En 2004, elle est élue membre de l'Académie nationale d'histoire du Venezuela, où elle participe à trois commissions techniques. En 2007, à l'occasion de la célébration du centenaire de l'Académie nationale de médecine, les éditions Ateproca publient sa thèse de doctorat. La même année, elle publie Medina : Militar Civilista, gran demócrata (« Medina : Militaire et civil, grand démocrate »). Elle continue à participer aux réunions et aux activités de la Société vénézuélienne d'histoire médicale jusqu'en 2011. Elle a beaucoup écrit sur l'histoire du Venezuela, et a souvent participé comme conférencière ou panéliste à des forums nationaux et internationaux concernant le domaine des archives, l'histoire et la médecine.

## Décès et postérité
Nora Bustamante meurt le 9 novembre 2012 à Caracas. Elle est réputée avoir laissé une empreinte durable dans l'histoire et les processus archivistiques de son pays.